# Masui Dauphine
Masui Dauphine es un cultivar de higuera de tipo higo común Ficus carica bífera, de frutos color de piel roja con líneas marrones más oscuras que convergen en zona violeta oscura alrededor del ostiolo. Se cultiva principalmente en Japón (prefectura de Aichi).

## Sinonimia
- „California Brown Turkey“ en California,,.[5][6]

## Historia
El higo se menciona con frecuencia en la Biblia y está incluido en el Jardín del Edén. Es un alimento tradicional en la celebración de la Pascua Judía. La higuera figura en la fundación de grandes culturas y religiones. Romulo y Remo, los fundadores de Roma, fueron amamantados por una loba debajo de una higuera, que más tarde, en la época de Plinio, fue venerada como un árbol sagrado. Mientras estaba sentado bajo una higuera, Siddhartha Gautama tuvo la revelación que formó los cimientos del budismo.
En Japón, la industria del higo no se desarrolló hasta 1908 cuando un joven Kohjiro Masui dejó Hiroshima para trasladarse a vivir a California, de donde regresó con un cultivar de higo de 'Brown Turkey' ahora llamado MasuiDauphine, (a veces escrito en inglés como Dolphin). No está claro cómo evolucionó esto, pero el 90% de los higos cultivados en Japón son 'Masui Dauphine'. El 98% de los que se venden comercialmente son 'Masui Dauphine'
Los higos se han cultivado en la zona de Nishi-Mikawa, en la prefectura de Aichi, desde los primeros años de la era Showa (1926-1989). En la década de 1970, la conversión de los campos de arroz en parcelas de higueras estimuló la producción de higo, particularmente entre los agricultores que trabajan en pequeña escala o como negocios secundarios. Hoy en día, muchas amas de casa comienzan a cultivar higos en sus tierras después de que sus hijos han crecido, ya que la producción del higo ofrece un medio flexible de ganar un ingreso extra.

## Características
La higuera Masui Dauphine es una variedad bífera, de producción importante de brevas y destaca por sus higos de gran tamaño. Los higos Masui Dauphine tienen forma globosa, de color variegado rojizo a rojo intenso con líneas marrones más oscuras que convergen en zona violeta oscura alrededor del ostiolo. Son densos, firmes y flexibles.
El receptáculo es delgado, de color verde pálido, la pulpa es carnosa, color rojo con muchas semillas finas y beige.
El ostiolo presenta una gran apertura y, al igual que las brevas, una gran cavidad interior que puede aparecer oxidada, depreciando la calidad de los frutos.
Las brevas maduran desde la tercera semana de junio hasta finales del mismo mes. Son de gran tamaño, con un peso medio de hasta 90 g. Los higos maduran desde finales de julio hasta finales de septiembre. Son de menor tamaño que las brevas,

## Cultivo de las higueras
En cuanto a su producción, la prefectura de Aichi es líder en Japón.
Aichi produjo 2.734 toneladas de higos en 2013, alrededor del 20 por ciento de la producción nacional total. La zona de Nishi-Mikawa, en el centro de Aichi, produce más higos que cualquier otra parte de la prefectura, gracias a su clima templado, las largas horas de luz del día, un suelo fértil y un sistema de riego bien desarrollado,,